# الخربة (المقبيب)

تعديل مصدري - تعديل

الخربة محلة تابعة لقرية المقبيب، التابعة لعزلة الاسلوم بمديرية حزم العدين إحدى مديريات محافظة إب في الجمهورية اليمنية، بلغ تعداد سكانها 48 حسب تعداد اليمن لعام 2004.